# Classe Aggressive

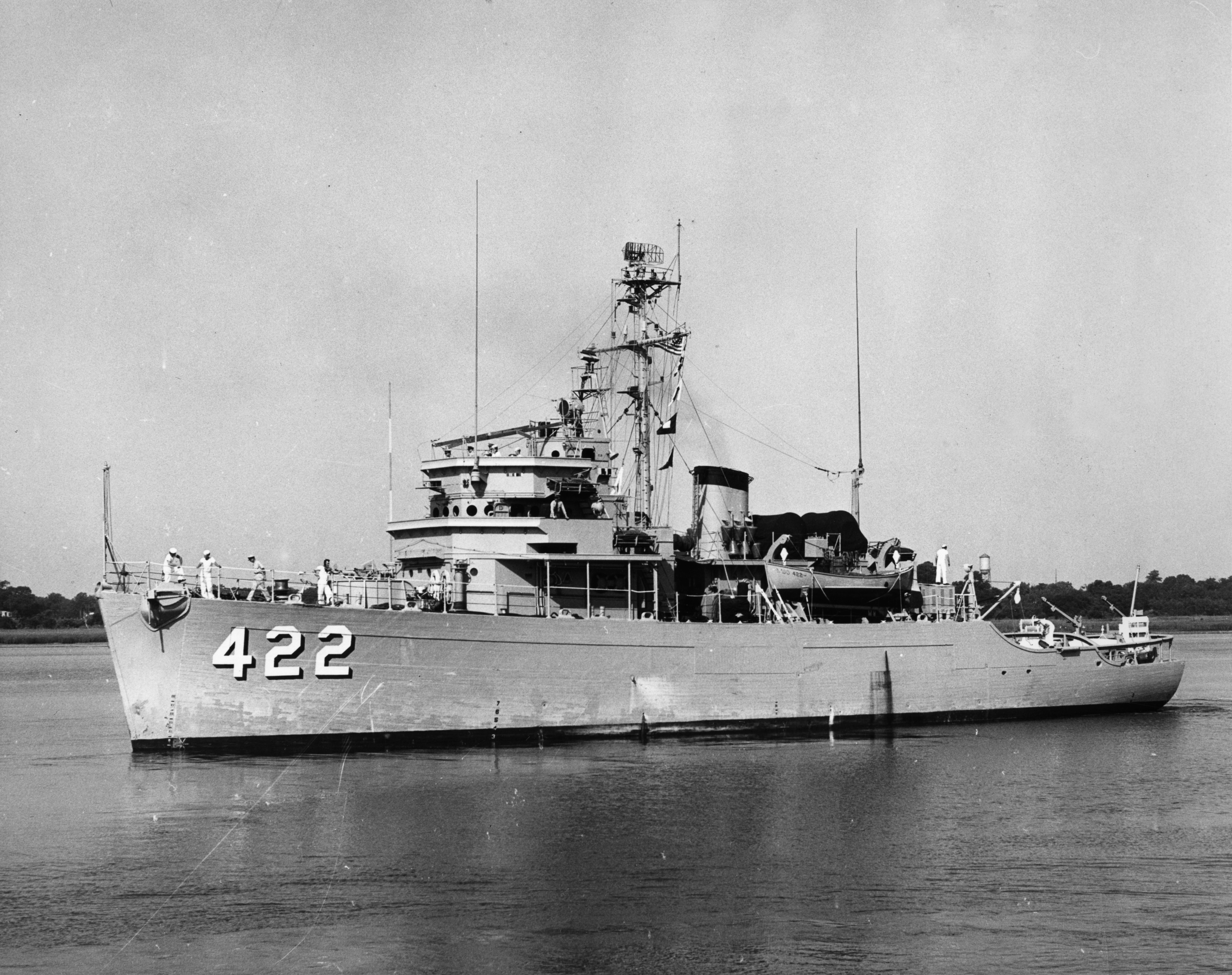
USS Aggressive (MSO-422), tête de classe

La classe Aggressive est une classe de dragueur de mines de l'United States Navy. Plusieurs navires ont été vendus à d'autres marines.

## Navires en service dans d'autres marines
- Espagne 4 bateaux de la classe Aggressive ont été rachetés aux États-Unis par la marine espagnole. Il s'agit de :
  - Dynamic, No 432, Colberg Boat Works, Stockton, California, 1953-1971, cédé à l'Espagne comme Guadalete M41 en 1971.
  - Pivot, No 463, Wilmington Boat Works Inc., Wilmington, California, 1954-1971, cédé à l'Espagne comme Guadalmedina M42 en 1974.
  - Vigor, No 473, Burger Boat Company, Manitowoc, Wisconsin, 1954-1972, cédé à l'Espagne comme Guadiana M44 en 1972. Détruit en 1999.
  - Persistent, No 491, J. M. Martinac Shipbuilding Corp., Tacoma, Washington, 1956-1971, cédé à l'Espagne comme Guadalquivir M43.

Par la suite ils ont été complétés par la Classe Segura, dès 1999. Le dernier bateau de la Classe Aggressive a été retiré du service en l'an 2000.
- Belgique nommés Dragueurs de mines belges de type MSO